# Una delle ultime sere di carnovale
Una delle ultime sere di carnovale è una commedia in prosa in tre atti di Carlo Goldoni del 1761, messa in scena la prima volta il 16 febbraio 1762, al teatro San Luca di Venezia, a coronamento della stagione teatrale che aveva visto il trionfo de Le baruffe chiozzotte e de I rusteghi.  La commedia riscosse molto successo e Goldoni annotò nei suoi Mémoires: Fu la più splendida per me, poiché tutta la platea risuonava di applausi, in mezzo ai quali si sentiva distintamente gridare: - Buon viaggio! Felice ritorno! Non mancate! - Confesso che ne fui commosso fino al punto di piangere. Si tratta infatti dell'ultima commedia scritta dal commediografo a Venezia prima della sua partenza per Parigi, chiamato come autore della Comédie Italienne. 
Commedia della malinconia delle cose che finiscono, Una delle ultime sere di carnovale è una vera e propria allegoria autobiografica dell'addio. L'autore stesso la definì nella prefazione per l'edizione a stampa come una commedia d'allegoria che ha bisogno di una spiegazione: Essendo io in quell’anno chiamato in Francia, e avendo risolto di andarvi, per lo spazio almeno di due anni, immaginai di prender congedo dal Pubblico di Venezia col mezzo di una commedia.

## Trama
Venezia. Nella casa-laboratorio del commerciante di stoffe Zamaria, la cui giovane figlia Domenica è innamorata del disegnatore di stoffe Anzoleto, si festeggia la fine del Carnevale: si chiacchiera, si gioca al gioco di carte meneghella, si balla, si cena. Ma quando Anzoletto comunica che partirà per la Moscovia (Se vol provar, se una man italiana, dessegnando sul fatto, sul gusto dei moscoviti, possa formar un misto, capace de piàser ale do nazion) con madame Gatteau, anziana ricamatrice francese innamoratasi di lui, si scatena la gelosia di Domenica e monta una maretta che si placherà solamente con le nozze dei due giovani e di Zamaria con madame Gatteau che partiranno per la Moscovia con Domenica e Anzoletto. Durante l'assenza di Zamaria, la gestione del negozio a Venezia verrà affidata a Momolo.

## Poetica
Domenica, la figlia di Zamaria, rappresenta la Commedia Riformata, mentre madame Gatteau, la nuova moglie di Zamaria che aveva insidiato Anzoletto sperando di averlo tutto per sé, è il simbolo della Comédie Italienne. All'interno dell'opera, assume una particolare valenza la discussione tra madame Gatteau e Anzoletto in merito alla lingua da adoperare: l'una (alla quale viene sovente richiesto di usare l'italiano) parla un giocoso italo-francese, l'altro il dialetto veneziano sconfinante nell'italiano.